# Lingsfort
Lingsfort is een buurtschap in de Nederlandse provincie Limburg, gelegen ten oosten van Arcen aan de Duitse grens. De buurtschap maakt sinds de opheffing van de gemeente Arcen en Velden per 1 januari 2010 deel uit van de gemeente Venlo. Ten zuiden van de buurtschap ligt het bosgebied de Leeremarksche Heide.

## Naam
De naam gaat terug op de middeleeuwse veldnaam die eertijds Lynxvoert (ca. 1400), Lengstvort (1402), Linsfoirt (1413), Linxvoirt (1441) of Lynsvoirde (1464) luidde. In 1627 kwamen de benamingen Linckxvoort, Lenssvoort en Linckxfort voor. Het betreft hier een oversteekplaats (voorde) van de middeleeuwse 'Scheidsgraaf' tussen Arcen en het naburige Straelen (D.), op de weg van Geldern (D.) naar de Maas. De voorde bood ook een doorgang door het toenmalige moerassige veen van dat gebied. De naam Lingsfort is daarmee verwant aan die van plaatsen als Oxford, Frankfurt, Amersfoort, Coevorden, Lichtenvoorde, enz. Bij het hooggelegen Lingsfort bevond zich vanaf de vijftiende eeuw een wachtpost. Lings of Lynx komt mogelijk van het roofdier lynx. Er kan daar op de berg een lynx hebben rondgelopen, of de wachters hielden vandaar de omgeving als lynxen in de gaten. Lint of Lins kan echter ook smal betekenen. Het fort met sluizencomplex dat hier in de zeventiende eeuw is aangelegd 'aan de Lingsfort' of 'op de Lingsfort' werd in elk geval genoemd naar de al bestaande buurtschap met zijn voorde. Het omgekeerde, dat de buurtschap haar naam zou ontlenen aan dit fort en deze sluizen, is een later misverstand.

## Geschiedenis
De buurtschap Lingsfort is historisch van belang omdat ze doorsneden werd door de Fossa Eugeniana, een kanaal dat de Rijn in Duitsland via de Maas met de Schelde moest verbinden. In 1626, tijdens de Tachtigjarige Oorlog, gaf de regering van de Spaanse Nederlanden in Brussel opdracht tot dit project. Het moest de Rijnhandel van de opstandige Republiek afsnijden en afleiden naar de Zuidelijke Nederlanden. 'Op de Lingsfort', aan de rand van het Maasterras, moest een sluizentrap worden gebouwd om het verschil in terreinhoogte te overbruggen. Ter plaatse werd ter bescherming aan weerszijden van het kanaal een fort (dubbelschans of 'fort royal') aangelegd. In totaal zou het kanaal afgedekt worden door vierentwintig schansen. Het Fort Lingsfort werd plaatselijk ook Fort Hazepoot genoemd, naar een ingenieur en aannemer die bij het werk betrokken was. Het kanaal is door geldgebrek en technische problemen, en onvoldoende bescherming tegen overvallen vanuit het Noorden, nooit afgebouwd. De aarden wallen, vier bastions en droge grachten van Fort Lingsfort zijn nog duidelijk herkenbaar in het terrein (het bos aan de noordkant van de Lingsforterweg, vlak voor de grens).
De buurtschap bestond nog in de twintigste eeuw uit een aantal boerenhoeven, waar ook logies en drank te krijgen waren. In het onduidelijke grensgebied met Duitsland gingen reizigers nogal eens op onregelmatige tijden de grens over, al of niet met boter onder hun jas of een paard te veel voor de wagen.